# Félix Savary
Félix Savary (Parigi, 4 ottobre 1797 – Estagel, 15 luglio 1841) è stato un astronomo e fisico francese.

## Biografia
Studiò all'École polytechnique, dove dal 1931 fu anche professore di astronomia e geodesia. Fu inoltre astronomo e bibliotecario al Bureau des Longitudes, tra il 1823 e il 1829, nonché venne eletto membro dell'Accademia francese delle scienze il 24 dicembre 1832.
Si dedicò all'elettromagnetismo, alla meccanica e, soprattutto, all'astronomia. Nelle sue opere Mémoire sur les orbites des étoiles double e Sur la détermination des orbites que décrivent autour de leur centre de gravité deux étoiles très rapprochées l'une de l'autre, pubblicati nel 1827, fu il primo a utilizzare le osservazioni di una stella binaria visibile per calcolare l'orbita di una stella rispetto all'altra nei sistemi binari. Questo metodo fu applicato, in particolare, alla stella Xi Ursae Majoris, fornendo uno dei primi procedimenti di calcolo delle masse stellari.
Collaborò anche con Ampère, pubblicando nel 1823 l'opera Mémoire sur l'application du calcul aux phénomènes électro-dynamiques.